# Bernhard Plockhorst
Bernhard Plockhorst (født 2. marts 1825 i Braunschweig, død 18. maj 1907 i Berlin) var en tysk maler.
Plockhorst gennemgik en righoldig skole, bl.a. under Piloty og Couture; han virkede en tid som professor i Weimar, senere i Berlin.
Hans religiøse arbejder har sikret ham et stort publikum; lidet særprægede og ikke dybtgående i følelsen stiller de skikkelserne klart
og tiltalende frem for beskueren i et akademisk-tilvant formsprog.

## Værker
- Maria og Johannes ved Kristi Grav
- Kamp mellem Michael og Satan om Moses' Lig (Kölns Museum)
- Kristi Opstandelse (Marienwerder)
- Disciplene i Emmaus
- Kristus viser sig for Maria Magdalene
- Luther Juleaften (1887)
- Vilhelm I og kejserinden (portræt i Berlins Nationalgalleri)
- Liszt